# Garázdaság
A garázdaság a köznyugalom elleni bűncselekmények csoportjába tartozik, e jogi csoport elemeinek jogi tárgya a köznyugalom, vagyis olyan társadalmi légkör, amelyben a törvényes rend iránti tisztelet, a kölcsönös megbecsülés, az állampolgárok jogos érdekeinek elismertsége az uralkodó. A köznyugalom megzavarása elsősorban a közvéleményben észlelhető nyugtalanságban, zavarban fejeződik ki.
Szabálysértési alakzata a rendzavarás. 

## A hatályos magyar szabályozás
„339. § (1) Aki olyan kihívóan közösségellenes, erőszakos magatartást tanúsít, amely alkalmas arra, hogy másokban megbotránkozást vagy riadalmat keltsen, ha súlyosabb bűncselekmény nem valósul meg, vétség miatt két évig terjedő szabadságvesztéssel büntetendő.
(2) A büntetés bűntett miatt három évig terjedő szabadságvesztés, ha a garázdaságot
a) csoportosan,
b) a köznyugalmat súlyosan megzavarva,
c) fegyveresen,
d) felfegyverkezve vagy
e) nyilvános rendezvényen
követik el.”

A garázdaság csak kihívóan közösségellenes erőszakos magatartás tanúsítása esetén valósítható meg, amely alatt a társadalmi együttélés szabályaival való szembehelyezkedést értjük. A bűncselekmény kizárólag aktív magatartással valósítható meg, amely erőszakos magatartás akár személy, akár dolog ellen irányulhat.
A garázdaság minősített esetei – habár szubszidiárius bűncselekményről van szó – a hatályos Btk.-ban túlszabályozottak, és akár öt évig terjedő szabadságvesztéssel fenyegetettek. A törvény törekszik az egyszerűsítésre és észszerűsítésre, jelen tényállás esetében ez a minősített esetek újraszabályozását jelenti. Ez alapján garázdaság legfeljebb három évig terjedő szabadságvesztéssel lesz büntethető, minősítő körülmény lesz a csoportos, fegyveres, felfegyverkezve, a köznyugalmat súlyosan megzavaró, illetve a nyilvános rendezvényen való elkövetés.
A korábban hatályos Btk.-nak a garázdaságról szóló 271. § (5) bekezdésében található, az erőszakos magatartásra vonatkozó, értelmező rendelkezését átveszi a hatályos Btk., ám azt a Záró Rész értelmező rendelkezései körében helyezi el.

## A korábbi magyar szabályozás

### Btk. 271. §
„271. § (1) Aki olyan kihívóan közösségellenes, erőszakos magatartást tanúsít, amely alkalmas arra, hogy másokban megbotránkozást vagy riadalmat keltsen, ha súlyosabb bűncselekmény nem valósul meg, vétséget követ el és két évig terjedő szabadságvesztéssel büntetendő.
(2) A büntetés bűntett miatt három évig terjedő szabadságvesztés, ha a garázdaságot
a) csoportosan,
b) a köznyugalmat súlyosan megzavarva követik el.
(3) A büntetés bűntett miatt egy évtől öt évig terjedő szabadságvesztés, ha a garázdaságot
a) csoportosan és a köznyugalmat súlyosan megzavarva,
b) nyilvános rendezvényen,
c) fegyveresen,
d) felfegyverkezve
követik el.
(4) Mellékbüntetésként kitiltásnak is helye van.
(5) E § alkalmazásában erőszakos magatartásnak minősül a más személyre gyakorolt támadó jellegű fizikai ráhatás is, abban az esetben is, ha az nem alkalmas testi sérülés okozására.”

### Elkövetési magatartás
Az elkövetési magatartás a kihívóan közösségellenes, erőszakos magatartás tanúsítása. Nyilvánvalóan minden bűncselekmény közösségellenes. Kihívóan közösségellenes az a magatartás, mely a társadalmi együttélési szabályok nyílt, tudatos, egyértelmű semmibevételét jelenti.

### Elkövetés módja
A törvény szerint csak az erőszakos jellegű kihívóan közösségellenes magatartás valósítja csak meg a bűncselekményt. Az erőszak irányulhat dologra és személyre is. A személyre irányuló erőszaknak nem kell sérülést okoznia, elegendő a másik ember testének érintése is, ha támadó szándékú. Arculütés, ütlegelés, rugdosás megvalósítja a tényállást, ha a tevékenységeket kihívóan közösségellenesség jellemzi. A dolog elleni erőszak megvalósulhat állagsérelemmel vagy anélkül is, nem feltétel a nagyobb erőkifejtés és az sem, hogy a dolog másnak a tulajdonában álljon.
A magatartásnak alkalmasnak kell lennie arra, hogy másokban megbotránkoztatást vagy riadalmat keltsen.
Megbotránkoztatás: másnak az adott cselekvőséggel kapcsolatos negatív értékítéletét fejezi ki, és nemtetszést, felháborodást foglal magában.
Riadalom: érzelmi megnyilvánulás, ami tartalmában ijedtséget, félelmet jelent.
Tehát a garázdaság megvalósulásnak 3 feltétele:
- kihívóan közösségellenes magatartás
- erőszakos jelleg
- másokban megbotránkoztatás vagy riadalom keltésére való alkalmasság

Ha az egyik feltétel nem valósul meg, úgy a bűncselekmény nem jön létre.
A garázdaság szubszidiárius bűncselekmény, csak akkor állapítják meg, ha súlyosabb bűncselekmény nem valósul meg.

### Riadalomkeltés – megbotránkoztatás
A riadalomnak, megbotránkozásnak nem kell bekövetkeznie, elegendő, ha a konkrét cselekmény arra alkalmas. Tehát nem az elkövetők és nem a cselekményt észlelők szubjektív értékítélete alapján ítélik meg, hogy történt-e bűncselekmény, hanem megvizsgálják, hogy a cselekmény objektíve alkalmas-e arra, hogy megbotránkoztatást, riadalmat keltsen. Az 1982/501. bírósági határozat szerint „A cselekmény csak akkor minősül garázdaságnak, ha fennállt legalább lehetőség szintjén, hogy azt mások észleljék, ezért, ha az elkövetésről csak kevesen szerezhetnek közvetlen tudomást, akkor az teljességgel alkalmatlan a köznyugalom veszélyeztetésére.” Így például a családi körben elkövetett bántalmazások nem zavarják meg a köznyugalmat. (BH.1985/174.) Ha valaki éjjel, elhagyott közterületen bántalmaz valakit, az nem követ el garázdaságot, mivel kizárt a lehetősége annak, hogy azt mások észleljék. (BH.1998/67.)

### Elkövetők
Fontos kiemelni, hogy nem tekinthető pszichikai bűnsegédnek az, aki a tettes közösségellenes magatartásánál jelen van, de előzetesen nem is tudhatott a tettes ilyen irányú tevékenységéről (BH. 1998/368.)

### Bűnösség
Csak szándékosan valósítható meg.

### Minősített esetek
Súlyosabban minősül ha
- csoportosan követik el – 3 vagy több személy, függetlenül attól, hogy egymás mellett vagy egymás ellen lépnek fel.
- köznyugalom súlyos zavara következik be – a riadalom és a megbotránkoztatás ebben az esetben megvalósul és ennek helyreállítása hosszabb időt vesz igénybe, vagy nagyobb személyi ráfordítást igényel. A riadalom, megbotránkoztatás emberek nagy számát érinti, pánik, rémület alakul ki.

### Halmazat
Alaki halmazatban súlyosabban büntetendő cselekménnyel nem állhat. Bűnhalmazat létesül azonban akkor, ha az elkövető egy cselekménnyel a garázdaság és a testi sértés vagy a rongálás törvényi tényállását is megvalósítja, feltéve, hogy a testi sértés vagy rongálás törvényi büntetési tétele nem súlyosabb, mint a garázdaságé.
Tehát:
- 1. garázda cselekmény, nincs testi sértés – garázdaság bcs.
- 2. garázda cselekmény, van könnyű testi sértés – garázdaság bcs.+könnyű testi sértés bcs.
- 3. garázda cselekmény, van súlyos testi sértés – súlyos testi sértés bcs.
- 4. minősített esetű garázda cselekmény, van könnyű testi sértés – garázdaság bcs.+könnyű testi sértés bcs.
- 5. minősített esetű garázda cselekmény, van súlyos testi sértés – meg kell nézni, melyiket fenyegeti súlyosabb büntetéssel a tv. – ha a súlyos testi sértést, úgy csak azt kell alkalmazni, ha a minősített esetű garázdaságot, úgy a garázdaságot és a testi sértést halmazatban kell megállapítani
- 6. garázda cselekmény, van csekély értékű rongálás – garázdaság bcs.
- 7. garázda cselekmény, van nagyobb értékű rongálás – garázdaság bcs.+rongálás bcs.

Ha a garázdaság mellett, attól elkülönülten, függetlenül történik más bűncselekmény megvalósítása, úgy az anyagi halmazat szabályai az irányadók: az enyhébb és súlyosabb bűncselekményt is meg kell állapítani. Például garázdaság után kifosztják az áldozatot, vagy garázda cselekmény után magánlaksértést is elkövet a tettes.